# 卢阿拉河
卢阿拉河（葡萄牙語：Rio Luala，又作Rio Lualua），莫桑比克赞比西亚省的一条河流，夸夸河的支流。

## 桥梁
莫桑比克政府计划在代雷区修建一座卢阿拉河大桥。